# Survivor 4 (2023.)
Survivor 4 (2023.) (hrv. Opstanak), četvrta je sezona Survivor Hrvatska. Prijave za sezonu započele su tijekom završnice prethodne sezone. Ovo je druga sezona u kojoj su se mogli prijaviti kandidati i izvan Hrvatske. Sezona serijala krenula je s prikazivanjem 6. ožujka 2023. na hrvatskome televizijskome kanalu Nova TV. U Srbiji je emisija krenula s prikazivanjem isti dan na kanalu Nova S.

## Proizvodnja
United Group otvorila je prijave za četvrtu sezonu 1. lipnja 2022. Show se prikazivao na TV kanalima: Novoj TV u Hrvatskoj, Novoj S u Srbiji, Novoj BH u Bosni i Hercegovini i Novoj M u Crnoj Gori. Srbijanske kuće izvješćivale su o srbijanskim i crnogorskim natjecateljima, dok su hrvatske i bosanskohercegovačke o hrvatskim i bosanskohercegovačkim natjecateljima. Kada se prikazuje u Srbiji i Crnoj Gori, Bojan Perić je primarni voditelj. Kada se prikazuje u Hrvatskoj i Bosni i Hercegovini, Mario Mlinarić je primarni voditelj. Međutim, oboje se pojavljuju u emisiji bez obzira na zemlju. 

### Survivor plus
Nakon epizode petkom svakoga tjedna na kanalu Nova S u Srbiji prikazuje se popratna emisija pod nazivom Survivor plus. Vodi je srbijanska televizijska voditeljica Danijela Buzurović, a gledateljima daje uvid u trenutke koji se događaju na otoku, a koji nisu prikazani u epizodama.

## Pravila natjecanja
Natjecatelji su podijeljeni u dva plemena. Svako pleme ima svoje ime, zastavu i određenu boju, a početni zadatak je izgraditi sklonište od materijala koje nađu u okruženju u kojemu se nalaze, ali i od sredstava koja dobivaju kao nagradu tijekom natjecanja. Ovisno o godišnjem dobu u kojem se nalaze, dobivaju i minimalan broj predmeta za preživljavanje – najčešće su to noževi, kante za vodu i pitka voda. Vatru također moraju paliti na različite načine, no postoji mogućnost  osvajanja sredstava za paljenje uspješnim izvršavanjem zadataka.
Pred plemenima se nalaze različiti izazovi koji iziskuju i tjelesni i psihički napor, a svi imaju isti cilj – osvojiti imunitet i spasiti se od izbacivanja iz showa. Natjecatelji često moraju prolaziti kroz testove izdržljivosti, ekipnoga rada, ali prije svega snage volje. No, bit će i onih kojima je draže pokazati koliko su snalažljivi u prikupljanju namirnica i kuhanju hrane.
Postoje dvije vrste izazova: Nagrada i Imunitet. U nagradnom izazovu natjecatelji se bore osvojiti »luksuzne« stvari koje im nisu nužne za osnovni život, ali olakšavaju boravak i čine ga ugodnijim, poput šibica, kremena, kraćih putovanja dalje od kampa...
U izazovu Imunitet natjecatelji se bore za zaštitu od izbacivanja, koje se događa na posebnoj svečanosti, a koju izvodi »Plemensko vijeće«.
Kada u natjecanju ostane manji broj kandidata, dolazi do spajanja plemena i od toga trenutka borba za rješavanje zadataka postaje pojedinačna.
Ipak, sama igra puna je iznenađenja i preokreta pa tako postoji mogućnost razmjene članova prije ujedinjenja plemena, nekad slučajnim izborom, a nekad pregovorima dvaju kapetana plemena.
Kako bi se igra dodatno usložnila, postoji i skriveni idol koji daje imunitet, a natjecatelj ga treba pronaći. To je maleni predmet koji se uklapa u ambijent zemlje u kojoj se nalaze, a obično je skriven blizu kampa. U pojedinom ciklusu samo jedan natjecatelj smije tražiti imunitet.
Kada igrač pronađe predmet, može ga iskoristiti u različite svrhe poput cjenkanja s drugim igračima za savez ili, pak, oko glasovanja za izbacivanje. Predmet ga štiti od izbacivanja, ali samo do određene razine igre. Natjecatelj može birati hoće li pokazati skrivenoga idola drugima. U svakomu slučaju, ostali natjecatelji ne mogu ukrasti ili na bilo koji drugi način prisvojiti predmet toga određena natjecatelja.

## Natjecatelji
| Natjecatelj                                                               | Starost | Mjesto          | Plemena      | Plemena      | Plemena           | Kraj   |                                   |
| Natjecatelj                                                               | Starost | Mjesto          | Izvorno      | Zamijenjena  | Novi Natjecatelji | Kraj   | Spojena                           |
| ------------------------------------------------------------------------- | ------- | --------------- | ------------ | ------------ | ----------------- | ------ | --------------------------------- |
| Aleksa Perović Pjevač i influencer                                        | 27      | Kraljevo        | Crveni       |              |                   |        | 1. eliminiran Dan 6               |
| Mihaela Pavlović Fitness trenerica                                        | 29      | Dubrovnik       | Plavi        |              |                   |        | Napustila show Dan 13             |
| Enea Tonsa Fitness trener                                                 | 38      | Rijeka          | Plavi        | Plavi        | Plavi             |        | 2. eliminiran Dan 13              |
| Ana Božilović Policajac                                                   | 34      | Beograd         | Crveni       | Crveni       | Crveni            |        | 3. eliminiran Dan 20              |
| Amer Džekman Stomatolog, MMA borac i aktivist                             | 29      | Sarajevo        | Plavi        | Plavi        | Plavi             |        | 4. eliminiran Dan 27              |
| Marija Dimitrović Tattoo umjetnik i DJ                                    | 30      | Beograd         | Crveni       | Crveni       | Crveni            |        | 5. eliminiran Dan 34              |
| Jelena Perković Nastavnica tjelesne i zdravstvene kulture                 | 25      | Zagreb          | Ušla u ep. 9 | Ušla u ep. 9 | Plavi             |        | 6. eliminiran Dan 41              |
| Marina Ivić Pivalica Vlasnica fitnes centra                               | 36      | Split           | Plavi        | Plavi        | Plavi             |        | 7. eliminiran Dan 48              |
| Filip Đorđievski Ekonomist                                                | 32      | Cesarica-Zagreb | Plavi        | Plavi        | Plavi             |        | 8. eliminiran Dan 55              |
| Lazar Dimitrijević Student turizmologija i fitnes instruktor              | 21      | Beograd         | Crveni       | Crveni       | Crveni            |        | 9. eliminiran Dan 62              |
| Luka (Kalu) Jovanović Instruktor gimnastike                               | 25      | Kostolac        | Ušao u ep. 9 | Ušao u ep. 9 | Crveni            | Crveni | 10. eliminiran Dan 66             |
| Anđela Ćaćić Konobarica                                                   | 21      | Rijeka          | Plavi        | Plavi        | Plavi             | Plavi  | 11. eliminiran Dan 69             |
| Nikolina Ambulija Instruktorica pilatesa                                  | 23      | Trebinje        | Ušla u ep. 9 | Ušla u ep. 9 | Crveni            | Crveni | 12. eliminiran Dan 73             |
| Bojan Đumić Instruktor salse                                              | 36      | Beograd         | Crveni       | Crveni       | Crveni            | Crveni | 13. eliminiran Dan 76             |
| Marko Vasiljević Asistent na faktultetu, profesionalni plesač i koreograf | 27      | Beograd         | Crveni       | Crveni       | Crveni            | Crveni | 14. eliminiran Dan 78             |
| Sanja Miočić Profesorica tjelesne i zdravstvene kulture                   | 37      | Mali Lošinj     | Ušla u ep. 8 | Plavi        | Plavi             | Plavi  | 15. eliminiran Dan 79             |
| Leo Cvetković Profesionalni boksač                                        | 24      | Rijeka          | Ušao u ep. 9 | Ušao u ep. 9 | Plavi             | Plavi  | 16. eliminiran Dan 80             |
| Nora Dominko Hotelijersko-turistički tehničar                             | 23      | Varaždin        | Plavi        | Plavi        | Plavi             | Plavi  | 17. eliminiran Dan 81             |
| Draga Jovanović Diplomirani menadžer u hoteljerstvu i model               | 26      | Beograd         | Crveni       | Crveni       | Crveni            | Crveni | 18. eliminiran Dan 81             |
| David Bublić Student ekonomije i hokejaš                                  | 23      | Zagreb          | Plavi        | Plavi        | Plavi             | Plavi  | 19. eliminiran Dan 82             |
| Luka Radivojević Inžinjer poljoprivrede i fitness trener                  | 31      | Vrdnik          | Crveni       | Crveni       | Crveni            | Crveni | 20. eliminiran Dan 82             |
| Denis Sviličić Voditelj električnog i mehaničkog odjela                   | 31      | Zagreb          | Plavi        | Plavi        | Plavi             | Plavi  | 21. eliminiran Dan 84             |
| Anja Andrejić Diplomirani menadžer sigurnosti                             | 25      | Beograd         | Crveni       | Crveni       | Crveni            | Crveni | 22. eliminiran Dan 82             |
| Antonia Ivić Trenerica plivanja                                           | 24      | Zagreb          | Plavi        | Plavi        | Plavi             | Plavi  | Jedini preživjeli plavog plemena  |
| Nataša Kondić Stock modeling                                              | 31      | Novi Sad        | Crveni       | Crveni       | Crveni            | Crveni | Jedini preživjeli crvenog plemena |

## Sažetak sezone
Epizode se emitiraju pet dana u tjednu. Dvije epizode posvećene su dvama izazovima za nagradu, a ostale tri epizode posvećene su izazovima imuniteta, plemenskim vijećima, zajedno s izazovima imuniteta pojedinca za pleme koje gubi. Posljednja epizoda svakog tjedna posvećena je eliminacijskom dvoboju koji odlučuje tko će biti eliminiran. 
Sažetak prema epizodama postavljenim na online stranici Nova TV:
| Br. | Nadnevak emitiranja (2023) | Pobjednici izazova | Pobjednici izazova     | Pobjednici izazova | Pobjednici izazova     | Pobjednici izazova | Pobjednici izazova | Nominirani                 | Nominirani                 | Nominirani               | Nominirani               | Izbačen(i) F | Kraj                   |
| Br. | Nadnevak emitiranja (2023) | Nagrade A          | Nagrade A              | Imunitet           | Imunitet               | Imunitet           | Imunitet           | Nominirani                 | Nominirani                 | Nominirani               | Nominirani               | Izbačen(i) F | Kraj                   |
| Br. | Nadnevak emitiranja (2023) | Nagrade A          | Nagrade A              | Plemenski B        | Plemenski B            | Pojedinačni C      | Pojedinačni C      | od plemena (glasovanjem) D | od plemena (glasovanjem) D | od nositelja imuniteta E | od nositelja imuniteta E | Izbačen(i) F | Kraj                   |
| Br. | Nadnevak emitiranja (2023) | #1                 | #2                     | #1                 | #2                     | #1                 | #2                 | #1                         | #2                         | #3                       | #4                       | Izbačen(i) F | Kraj                   |
| --- | -------------------------- | ------------------ | ---------------------- | ------------------ | ---------------------- | ------------------ | ------------------ | -------------------------- | -------------------------- | ------------------------ | ------------------------ | ------------ | ---------------------- |
| 1   | 6. – 12. ožujka            | Plavi              | Plavi                  | Plavi              | Crveni                 | Marija             | Denis              | Aleksa                     | Enea                       |                          |                          | Aleksa       | 1. eliminirani Dan 6   |
| 1   | 6. – 12. ožujka            | Crveni             | Plavi                  | Plavi              | Crveni                 | Marija             | Denis              | Aleksa                     | Enea                       |                          |                          | Aleksa       | 1. eliminirani Dan 6   |
| 1   | 6. – 12. ožujka            | Plavi              | Plavi                  | Plavi              | Crveni                 | Marija             | Denis              | Aleksa                     | Enea                       |                          |                          | Aleksa       | 1. eliminirani Dan 6   |
| 2   | 13. – 19. ožujka           | Crveni             | Crveni                 | Crveni             | Plavi                  | Marina             | Marko              | Enea                       | Ana                        |                          |                          | Enea         | 2. eliminirani Dan 13  |
| 3   | 20. – 26. ožujka           | Plavi              | Crveni                 | Plavi              | Crveni                 | Marija             | Anđela             | Ana                        | Marina                     |                          |                          | Ana          | 3. eliminirani Dan 20  |
| 4   | 27. ožujka – 2. travnja    | Plavi              | Plavi                  | Crveni             | Crveni                 | Jelena             | Jelena             | Marina                     | Amer                       |                          |                          | Amer         | 4. eliminirani Dan 27  |
| 5   | 3. – 9. travnja            | Plavi              | Plavi                  | Plavi              | Plavi                  | Draga              | Draga              | Luka                       | Marija                     |                          |                          | Marija       | 5. eliminirani Dan 34  |
| 6   | 10. – 16. travnja          | Plavi              | Plavi                  | Plavi              | Crveni                 | Nataša             | Marina             | Nikolina                   | Jelena                     | Marko                    | Nora                     | Jelena       | 6. eliminirani Dan 41  |
| 7   | 17. – 23. travnja          | Plavi              | Plavi                  | Crveni             | Crveni                 | Denis              | Denis              | Marina                     | David                      | Filip                    | Filip                    | Marina       | 7. eliminirani Dan 48  |
| 8   | 24. – 30. travnja          | Crveni             | Plavi                  | Crveni             | Crveni                 | Denis              | Denis              | David                      | Nora                       | Filip                    | Filip                    | Filip        | 8. eliminirani Dan 55  |
| 9   | 1. - 7. svibnja            | Plavi              | Plavi                  | Crveni             | Plavi                  | David              | Bojan              | Denis                      | Kalu                       | Leo                      | Lazar                    | Lazar        | 9. eliminirani Dan 62  |
| 9   | 1. - 7. svibnja            | Plavi              | Plavi                  | Crveni             | Plavi                  | David              | Bojan              | Denis                      | Kalu                       | Leo                      | Lazar                    | Lazar        | 9. eliminirani Dan 62  |
| 10  | 8. – 14. svibnja           | Crveni             | Plavi                  | Plavi              | Crveni                 | Marko              | Denis              | Kalu                       | Anđela                     | Nikolina                 | Antonija                 | Kalu         | 10. eliminirani Dan 66 |
| 10  | 8. – 14. svibnja           | Crveni             | Plavi                  | Plavi              | Crveni                 | Marko              | Denis              | Kalu                       | Anđela                     | Nikolina                 | Antonija                 | Anđela       | 11. eliminirani Dan 69 |
| 11  | 15. – 21. svibnja          | Plavi              | Crveni                 | Plavi              | Plavi                  | Marko              | Draga              | Nikolina                   | Marko                      | Luka                     | Bojan                    | Nikolina     | 12. eliminirani Dan 73 |
| 11  | 15. – 21. svibnja          | Plavi              | Crveni                 | Plavi              | Plavi                  | Marko              | Draga              | Nikolina                   | Marko                      | Luka                     | Bojan                    | Bojan        | 13. eliminirani Dan 76 |
| 12  | 22. svibnja                |                    |                        |                    |                        | David              | Draga              | Sanja                      | Marko                      | Leo                      | Luka                     | Marko        | 14. eliminirani Dan 78 |
| 12  | 23. svibnja                |                    |                        |                    |                        | Denis              | Luka               | Sanja                      | Sanja                      | Leo                      | Leo                      | Sanja        | 15. eliminirani Dan 79 |
| 12  | 24. svibnja                |                    |                        |                    |                        | Denis              | Anja               | David                      | David                      | Leo                      | Leo                      | Leo          | 16. eliminirani Dan 80 |
| 12  | 25. - 26. svibnja          |                    |                        |                    |                        | Denis              | David              |                            |                            |                          |                          | Nora         | 17. eliminirani Dan 81 |
| 12  | 25. - 26. svibnja          | Anja               | Nataša                 | Draga              | 18. eliminirani Dan 81 |                    |                    |                            |                            |                          |                          |              |                        |
| 12  | 27. svibnja                |                    |                        |                    |                        | Denis              | Anja               | Antonia G                  | Nataša G                   |                          |                          | David        | 19. eliminirani Dan 82 |
| 12  | 27. svibnja                | Luka               | 20. eliminirani Dan 82 |                    |                        | Denis              | Anja               | Antonia G                  | Nataša G                   |                          |                          |              |                        |
| 12  | 28. svibnja                |                    |                        |                    |                        | Antonia            | Nataša             |                            |                            |                          |                          | Denis        | 21. eliminirani Dan 84 |
| 12  | 28. svibnja                | Anja               | 22. eliminirani Dan 84 |                    |                        | Antonia            | Nataša             |                            |                            |                          |                          |              |                        |